# رز انمونیفلورا
رز انمونیفلورا (نام علمی: Rosa anemoniflora) نام یک گونه از سرده رز است.